# Route nationale 78
Die Route nationale 78, kurz N 78 oder RN 78, war eine französische Nationalstraße.

## Geschichte
Die Straße existierte von 1824 bis 2006 und geht auf die Route imperialé 96 zurück. Bis 1973 verlief sie zwischen Nevers und Saint-Laurent-en-Grandvaux. Ihre Länge betrug 261 Kilometer. 1973 wurde der Abschnitt von Nevers bis Chalon-sur-Saône zu Départementsstraßen herabgestuft, 1978 der Abschnitt zwischen Chalon-sur-Saône und Saint-Marcel von der neuen Führung der N 73 übernommen, außerdem erfolgte 1978 eine Trassenverlegung zwischen Saint-Marcel und der Kreuzung mit der N 396 nördlich von Louhans, sodass sich dieser Verlauf ergab:
- N 477 bei Saint-Marcel - Thurey
- D 178 Thurey - Simard
- N 396 Simard - Louhans-le Guidon
- N 78 Louhans-le Guidon - Saint-Laurent-en-Grandvaux

Die alte Führung wurde zur Départementsstraße 978 herabgestuft. Mit der Reform 2006 erfolgte eine komplette Herabstufung der N 78.

## N 78a
Die N 78A war ab 1933 ein Seitenast der N 78, der in Saint-Marcel von dieser abzweigte und auf einer südlicheren Route als die N 78 zur N 6 unter Umgehung des alten Stadtzentrums nach Chalon-sur-Saône führte. 1953 wurde die Straße Teil der N 78. In den 1960er Jahren entstand im Norden von Chalon-sur-Saône eine neue Verbindung zwischen der N 6 und N 78, die seit 1973 die Nummer D 978A trägt.